# Polonia en los Juegos Olímpicos de Londres 1948
Polonia estuvo representada en los Juegos Olímpicos de Londres 1948 por un total de 37 deportistas que compitieron en 5 deportes.  
El portador de la bandera en la ceremonia de apertura fue el atleta Mieczysław Łomowski.

## Medallistas
El equipo olímpico polaco obtuvo las siguientes medallas:
| Nombre            | Deporte | Competición     |
| ----------------- | ------- | --------------- |
| Oro               |         |                 |
| —                 |         |                 |
| Plata             |         |                 |
| —                 |         |                 |
| Bronce            |         |                 |
| Aleksy Antkiewicz | Boxeo   | Pluma (58 kg) M |